# Херндон (Вирџинија)
Херндон (Вирџинија) (енгл. Herndon) град је у америчкој савезној држави Вирџинија. По попису становништва из 2010. у њему је живело 23.292 становника.

## Демографија
Према попису становништва из 2010. у граду је живело 23.292 становника, што је 1.637 (7,6%) становника више него 2000. године.
| Група             | 2000.          | 2010.         |
| Белци             | 10.171 (47,0%) | 8.429 (36,2%) |
| Афроамериканци    | 2.060 (9,5%)   | 2.223 (9,5%)  |
| Азијати           | 3.002 (13,9%)  | 4.170 (17,9%) |
| Хиспаноамериканци | 5.633 (26,0%)  | 7.826 (33,6%) |
| Укупно            | 21.655         | 23.292        |